# Wenzel Pilsak von Wellenau
Wenzel Pilsak, ab 1825 Pilsak Edler von Wellenau und Pilsak von Wellenau (* 1779 in Pokratitz, heute Stadtteil von Leitmeritz, Böhmen; † 1. September 1855 in Hietzing bei Wien, Österreich) war ein k.k. Generalmajor.

## Biografie
Er entstammte einer Familie slawischen Ursprungs mit erster urkundlicher Erwähnung im Jahr 1657 in Leitmeritz (siehe hierzu: Pilsak). Zu Beginn seiner militärischen Karriere besuchte Pilsak die K.u.K. Technische Militärakademie zu Wien. Im Jahr 1810 machte er als Offizier des Bombardier-Korps mit seinem Kameraden Christian Maschner eine geometrische Aufnahme des Turmes des Wiener Stephansdomes, die er dann in eine Zeichnung umsetzte. Diese Zeichnung wurde anschließend von dem damals sehr bekannten Kupferstecher Wilhelm Friedrich Schlotterbeck in Kupfer geätzt.
Als Hauptmann des Garnisons-Artillerie-Distrikts Wien wurde er am 5. Dezember 1825 in den österreichischen Adelsstand mit dem Prädikat „Edler von Wellenau“ erhoben.
Bereits als Hauptmann kam er zur Feuergewehr-Fabrik in Wien (Währingergasse) als Lokaldirektor. Im Jahr 1834 wurde er zum Major mit Stellung im 2. Artillerie-Regiment befördert. Diesen Rang bekleidete er auch noch 1840. Bis 1848 war er Oberdirektor der Feuergewehrfabrik in Wien und Steyr, zunächst im Rang eines Oberstleutnants, im Jahr 1848 als Oberst der Artillerie. Am 16. Juni 1849 wurde Pilsak schließlich zum Generalmajor befördert und am 9. April 1851 ging er in Pension.
Mit seiner Ehefrau Louise hatte Pilsak drei Söhne:
- Ludwig Pilsak von Wellenau (1816–1881[9]), k.u.k. Oberst d. Res. und Kommandant des Feldartillerie-Regiments Nr. 12
- Eduard Pilsak von Wellenau (1823–1907), k.u.k. Feldmarschallleutnant und Artillerie-Direktor beim Generalkommando in Brünn
- August Pilsak von Wellenau (18??–1859), k.k. Leutnant im Infanterie-Regiment Nr. 35

## Orden und Ehrenzeichen
- Militärverdienstkreuz (Österreich)